# Clytus lama
Clytus lama је врста инсекта из реда тврдокрилаца (Coleoptera) и породице стрижибуба (Cerambycidae). Сврстана је у потпородицу Cerambycinae.

## Распрострањеност и станиште
Врста је распрострањена на подручју Европе. У Србији је ретко бележена врста, среће се у четинарским шумама.

## Опис
Глава је црна, пронотум са жутим предњим и задњим ивицама. Елитрони су црни са жутим, попречним шарама. Ноге су жућкастобраон боје са црним фемурима. Антене су једнообразне без задебљања према врху, кратке или средње дужине. Дужина тела од 8 до 15 mm.
- антене
- база елитри са косом штрафтом - карактер за идентификацију

## Биологија
Животни циклус траје од две до три године, ларве се развијају у мртвом дрвету тањих стабала. Адулти су активни од јуна до августа, а срећу се на самој биљци домаћину и на цвећу. Као домаћини јављају се различите врсте четинара из родова Picea, Abies, Larix, итд. 

## Статус заштите
Врста се налази на Европској црвеној листи сапроксилних тврдокрилаца.

## Синоними
- Sphegesthes lama (Mulsant, 1847)